# Benito Valdés
Benito Valdés Castrillón (16 de enero de 1942) es un botánico y profesor español. Desarrolla su actividad académica-científica en el ámbito de la Universidad de Sevilla, actuando en el "Catálogo de plantas vasculares de Andalucía y norte de Marruecos", y en el "Estudio biogeográfico de Doñana y caracterización de especies singulares". Es Dr. en Ciencias Biológicas, de la Universidad Complutense de Madrid, en 1969.

## Algunas publicaciones

### Libros
- Flora vascular de Andalucía Occidental. 1987. Eds. Benito Valdés, Salvador Talavera, Emilio Fernández-Galiano. 3 vols. il. Ketres Editora, Fundación para la Ecología y la Protección del Medio Ambiente.

- Catalogue des plantes vasculaires du nord du Maroc, incluant des clés d’identification / Checklist of vascular plants of N Morocco with identification keys (2002). Valdés Castrillón, Benito; Rejdali, Moh; Achhal El Kadmiri, Ahmed; Jury, Stephen Leonard & Montserrat Martí, José María, eds. Consejo Superior de Investigaciones Científicas. Madrid. ISBN 84-00-08071-8 (Obra completa). Volumen 1. Volumen 2.

- Lista Roja de la Flora Vascular de Andalucía. 2005. Cabezudo Artero, B; S Talavera Lozano, G Blanca López, M Cueto Romero, B Valdés Castrillón, JE Hernández Bermejo, C Rodríguez Hiraldo, D Navas Fernández, M Arista Palmero, R Berjano Pérez, MJ Gallego Cidoncha, C Romero Zarco, M de los Á Ortiz Herrera, JL García Castaño, PL Ortiz Ballesteros, A Terrab, C Vega Duran, J Cano Maqueda, FJ Salgueiro González, M del P Fernández Piedra, R Parra Martin, FJ Pina Gata. Sevilla, España. Consejería Medio Ambiente. 126. ISBN 84-96329-62-3 .

- Proyecto Andalucía, Naturaleza. 2007. Cueto Romero, M; E Giménez Luque, JF Mota Poveda, MJ Salinas Bonillo, B Valdés Castrillón, T Navarro del, G Blanca López. Tomo 23 Botánica IV. Sevilla. Grupo Hércules. ISBN 978-84-935111-5-9.

- GUÍA DE LA FLORA Y VEGETACIÓN DEL ANDÉVALO. Faja pirítica España-Portugal / GUIA DA FLORA E VEGETAÇÃO DO ANDÉVALO. Faixa pirítica Espanha-Portugal. 2008. Consuelo Santa-Bárbara Carrascosa & Benito Valdés Castrillón. Edición bilingüe español/portugués. Edita la Consejería de Medio Ambiente, Junta de Andalucía. 311 pp.

### Capítulos de libros
- Valdés Castrillón, B. 2007. Subclase Ranunculidae. Clado de las Simpetalas o Asteridas. Superorden Cornanae. Ericanae y Lamianae (Excepto Lamiales). Proyecto Andalucía. Naturaleza. Botánica V. Sevilla, España. Publicaciones Comunitarias, Grupo Hércules. Vol. 5. pp. 159-247. ISBN 84-935111-6-1
- ----. 2005. La Biología en la Universidad de Sevilla. Historia de los Estudios e Investigación en Ciencias en la Universidad de Sevilla. Sevilla, España. Universidad de Sevilla. pp. 295-338. ISBN 84-472-1001-4

## Honores
Fue presidente de la Organización para la Investigación en Fitotaxonomía del Área Mediterránea, de 1989 a 1996, del Grupo de Especialistas en Biodiversidad y Biosubsistencia del Consejo de Europa (1991, 1993), y es desde 1997 Presidente del Steering Comité del Proyecto Euro+Med PlantBase. Ha sido nombrado Hijo Adoptivo de la Ciudad de Sevilla
- La abreviatura «Valdés» se emplea para indicar a Benito Valdés como autoridad en la descripción y clasificación científica de los vegetales.[4]